# Microfluidică
Microfluidica se referă la comportamentul, controlul precis și manipularea fluidelor care sunt constrânse geometric la o scară mică (de obicei sub milimetrică), la care forțele de suprafață domină forțele volumice. Este un domeniu multidisciplinar care implică inginerie, fizică, chimie, biochimie, nanotehnologie și biotehnologie. Are aplicații practice în proiectarea de sisteme care procesează volume mici de fluide pentru a realiza multiplexarea, automatizarea și screening-ul de mare capacitate. Microfluidica a apărut la începutul anilor 1980 și este utilizată în dezvoltarea capetelor de imprimare cu jet de cerneală, a cipurilor de ADN, a tehnologiei lab-on-a-chip, a micropropulsiei și a tehnologiilor microtermice.
În mod obișnuit, micro înseamnă una dintre următoarele caracteristici
- volume mici (μL, nL, pL, fL)
- dimensiuni mici
- consum redus de energie
- efecte de microdomeniu

În mod obișnuit, sistemele microfluidice transportă, amestecă, separă sau prelucrează în alt mod fluidele. Diferite aplicații se bazează pe controlul pasiv al fluidelor cu ajutorul forțelor capilare, sub forma unor elemente de modificare a curgerii capilare, asemănătoare rezistențelor și acceleratorilor de curgere. În unele aplicații, se utilizează în plus mijloace de acționare externe pentru un transport dirijat al fluidelor. Exemple sunt acționările rotative care aplică forțe centrifuge pentru transportul fluidului pe cipurile pasive. Microfluidica activă se referă la manipularea definită a fluidului de lucru cu ajutorul unor (micro)componente active, cum ar fi micropompele sau microvalvele. Micropompele furnizează fluide în mod continuu sau sunt utilizate pentru dozare. Microvalvele determină direcția de curgere sau modul de mișcare a lichidelor pompate. Adesea, procesele desfășurate în mod normal într-un laborator sunt miniaturizate pe un singur cip, ceea ce sporește eficiența și mobilitatea și reduce volumele de probe și de reactivi.